# トリスタンとイゾルデ (映画)
『トリスタンとイゾルデ』（原題: Tristan & Isolde）は、2006年のアメリカ映画。ケヴィン・レイノルズ（Kevin Reynolds）監督。原作は中世の騎士道物語『トリスタンとイゾルデ』。

## ストーリー
ローマ帝国の支配が終了したブリテン島では、諸侯が乱立し、統一されないまま海を隔てた隣国の強国である
アイルランドの脅威に晒されていた。その最中アイルランド軍の侵攻により幼いトリスタンは両親を殺されてしまう。
トリスタンは父の盟友であるマーク王に引き取られ育てられる。アイルランドとの戦いで死亡したものとみなされたトリスタンは、
亡骸を小船に乗せられ、海へと流される。漂着したアイルランドでアイルランド王女イゾルデと出会い、愛を深めたのち、
ブリテン島へ戻ったトリスタンだったが、イゾルデをめぐり過酷な運命に巻き込まれていく。

## キャッチコピー
- 「『ロミオとジュリエット』の悲劇は、ここから生まれた」
- 「愛は死より切なく、そして尊い。史上最も美しい、禁じられた愛の物語」

## 登場人物
トリスタン
演 - ジェームズ・フランコ
騎士。両親を幼いころに殺されている。
イゾルデ
演 - ソフィア・マイルズ
王女。
マーク
演 - ルーファス・シーウェル
コーンウォールのドア城に拠点を置く王。
ドナカー
演 - デヴィッド・パトリック・オハラ
アイルランドの王。
ウィクトレッド
演 - マーク・ストロング
イギリスの王位を狙う野心家。
メロート
演 - ヘンリー・カヴィル
マークの甥。
ブラーニャ
演 - ブロナー・ギャラガー
乳母。
ボドキン
演 - ロナン・ヴィバート
アイルランド軍の参謀。
エディス
演 - ルーシー・ラッセル
マークの妹。
レオン
演 - JB ブランク
マークに使える廷臣。
モーホルト
演 - グラハム・ムリンズ
粗暴な男。
サイモン
演 - レオ・グレゴリー
トリスタンの友人。
アラゴン
演 - リチャード・ディレーン
トリスタンの父。

## キャスト
| 役名               | 俳優                           | 日本語吹替     |
| ------------------ | ------------------------------ | -------------- |
| トリスタン         | ジェームズ・フランコ           | 平田広明       |
| イゾルデ           | ソフィア・マイルズ             | 安藤麻吹       |
| マーク             | ルーファス・シーウェル         | てらそままさき |
| ドナカー           | デヴィッド・パトリック・オハラ | 土師孝也       |
| ウィクトレッド     | マーク・ストロング             | 牛山茂         |
| メロート           | ヘンリー・カヴィル             | 内田夕夜       |
| ブラーニャ         | ブロナー・ギャラガー           | 西海真理       |
| ボドキン           | ロナン・ヴィバート             | 小島敏彦       |
| エディス           | ルーシー・ラッセル             | 大谷恭代       |
| レオン             | JB ブランク                    |                |
| モーホルト         | グラハム・ムリンズ             |                |
| サイモン           | レオ・グレゴリー               | 武藤正史       |
| オリック           | デクスター・フレッチャー       |                |
| アラゴン           | リチャード・ディレーン         |                |
| カーセヴァル       | ハンス・マーティン・スタイアー |                |
| ケイ               | トーマス・モリス               |                |
| アンウィック       | ジェイミー・キング             |                |
| ロスガー           | ウォルフガング・ミュラー       |                |
| 若き日のトリスタン | トーマス・サングスター         |                |

## スタッフ
- 監督：ケヴィン・レイノルズ
- 脚本：ディーン・ジョーギャリス
- 製作総指揮：リドリー・スコット、トニー・スコット
- 製作：リサ・エルジー、ジャンニーナ・ファシオ、モシュ・ディアマント、エリー・サマハ
- 撮影監督：アーサー・リーンハート
- プロダクション・デザイナー：マーク・ジェラティ
- 衣装：マウリツィオ・ミレノッティ
- 編集：ピーター・ボイル
- 音楽：アン・ダッドリー

## 注
1. ↑  （株）東宝ステラ編集、2006年10月21日、東宝（株）出版・商品事業室発行 プログラム